# Monastère de Kastaljan
Le monastère de Kastaljan (en serbe cyrillique : Манастир Кастаљан ; en serbe latin :Manastir Kastaljan) est un monastère orthodoxe serbe situé à Nemenikuće, sur le territoire de la ville de Belgrade et dans la municipalité de Sopot en Serbie. Il est inscrit sur la liste des monuments culturels protégés de la république de Serbie (identifiant no SK 805) et sur la liste des biens culturels de la ville de Belgrade.

## Présentation
Le monastère se trouve sur les pentes orientales du mont Kosmaj. Il est constitué d'une, église, d'un konak, d'un réfectoire et des vestiges d'une nécropole.

## Historique
D'après le résultat des fouilles archéologiques, le monastère a sans doute été construit en trois phases. L'église a probablement été édifiée au XIVe siècle. Dans une seconde phase, au début du XVe siècle, l'église a subi des modifications et un réfectoire a été ajouté à l'ensemble ; ce début de siècle correspond à l'essor du despotat de Serbie et le monastère a servi de résidence d'été au despote Stefan Lazarević. La troisième phase correspond à la construction du konak. L'histoire du monastère peut être retracée aux XVIe et XVIIe siècles, jusqu'à sa destruction par les Ottomans après la grande migration des Serbes de 1690 conduite par le patriarche Arsenije III Čarnojević.

## Bâtiments
L'église, construite en pierre, est de forme rectangulaire ; elle mesure 12,5 m de long sur 6 m de large. Elle est constituée d'une nef unique prolongée par une abside demi-circulaire et précédée par un narthex. Les murs intérieurs sont renforcés par des piliers massifs, trois au sud et au nord, ce qui laisse penser que l'édifice était surmonté d'un dôme. Le toit était recouvert de dalles de pierres reposant sur des planches. Des traces de fresques subsistent dans la partie nord-ouest du narthex ; on y reconnaît des fragments de draperies, des ornements stylisés et d'autres éléments caractéristiques des églises serbes médiévales.
Au sud de l'église se trouvait un grand konak qui fermait la partie méridionale de l'ensemble. De forme rectangulaire, il mesurait 28,5 m de long. Il était constitué d'un rez-de-chaussée et d'un étage. L'entrée principale donnait sur l'extérieur du monastère, ce qui indique que les caravanes et les voyageurs pouvaient y accéder sans pénétrer dans l'enceinte monastique ; une autre entrée, du côté de l'église, permettait d'accéder à l'étage et aux cellules des moines. Le konak était construit en pierres et était recouvert d'un toit à pignon.
Le réfectoire était construit à l'ouest de l'église et du konak. De structure rectangulaire, il mesurait 21 m de long sur 8,5 m de large. Il était constitué d'un rez-de-chaussée et d'un étage et l'on pouvait y accéder par deux entrées situées au rez-de-chaussée ; la plus grande d'entre elles était construite en pierres et en briques. L'étage était constitué d'un couloir, d'un hall d'entrée et d'une grande salle pour les repas. Au nord se trouvait une cuisine avec une cheminée.

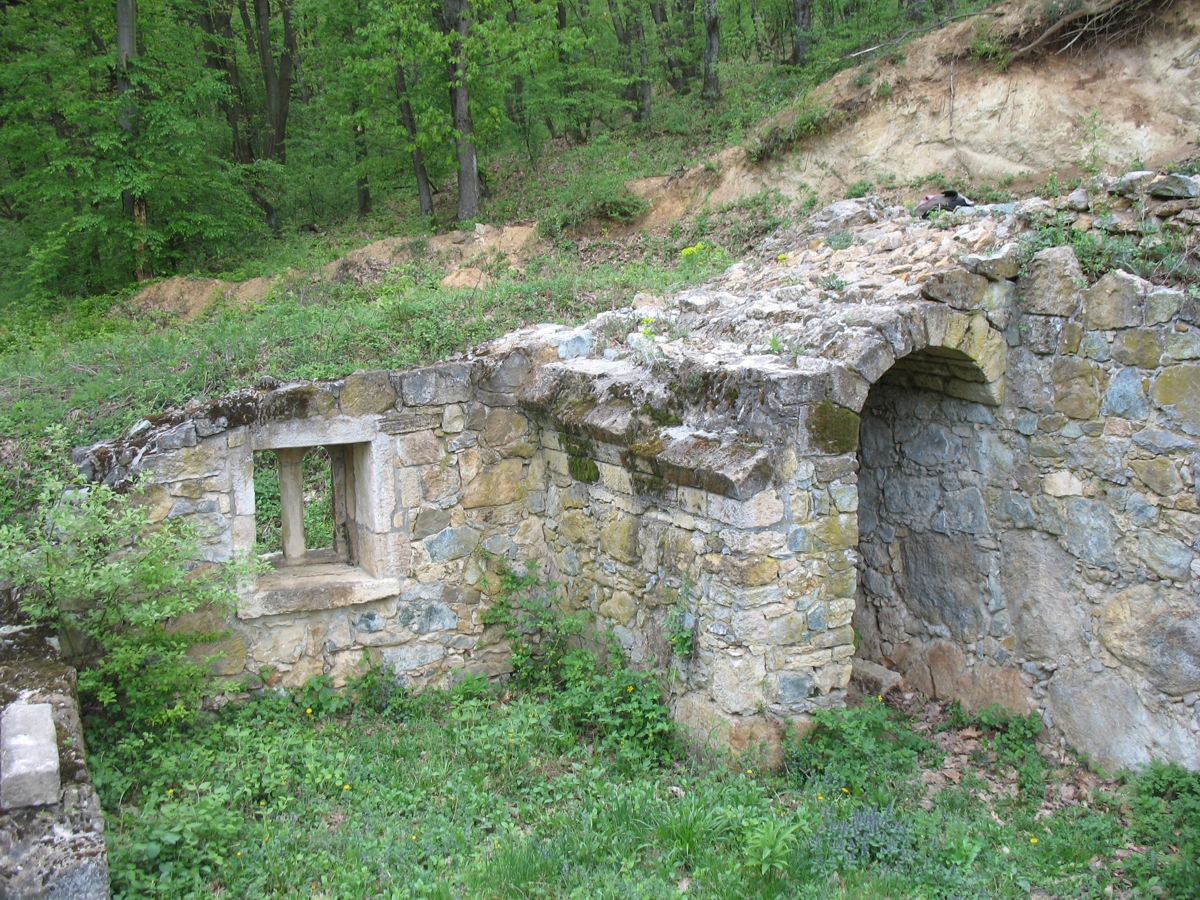
Ruines du réfectoire

## Nécropoles
En face de l'église, les archéologues ont découvert trois tombes monastiques faisant partie d'une nécropole qui a reçu des sépultures à partir XVe siècle jusqu'à la destruction du monastère. En revanche, sous les fondations du konak, ils ont mis au jour des tombes datant du début du XIVe siècle, c'est-à-dire de l'époque de la construction du monastère.